# Collegio uninominale Abruzzo - 01 (Camera dei deputati 2017)
Il collegio elettorale uninominale Abruzzo - 01 è stato un collegio elettorale uninominale della Repubblica Italiana per l'elezione della Camera dei deputati tra il 2017 ed il 2022.

## Territorio
Come previsto dalla legge elettorale italiana del 2017, il collegio era stato definito tramite decreto legislativo all'interno della circoscrizione Abruzzo.
Era formato dal territorio di 90 comuni: Acciano, Aielli, Alfedena, Ateleta, Avezzano, Balsorano, Barete, Barisciano, Barrea, Bisegna, Cagnano Amiterno, Calascio, Campotosto, Canistro, Capestrano, Capistrello, Capitignano, Caporciano, Cappadocia, Carapelle Calvisio, Carsoli, Castel del Monte, Castel di Ieri, Castel di Sangro, Castellafiume, Castelvecchio Calvisio, Castelvecchio Subequo, Celano, Cerchio, Civita d'Antino, Civitella Alfedena, Civitella Roveto, Collarmele, Collelongo, Collepietro, Fagnano Alto, Fontecchio, Fossa, Gagliano Aterno, Gioia dei Marsi, Goriano Sicoli, L'Aquila, Lecce nei Marsi, Luco dei Marsi, Lucoli, Magliano de' Marsi, Massa d'Albe, Molina Aterno, Montereale, Morino, Navelli, Ocre, Ofena, Opi, Oricola, Ortona dei Marsi, Ortucchio, Ovindoli, Pereto, Pescasseroli, Pescina, Pescocostanzo, Pizzoli, Poggio Picenze, Prata d'Ansidonia, Rivisondoli, Rocca di Botte, Rocca di Cambio, Rocca di Mezzo, Roccaraso, San Benedetto dei Marsi, San Benedetto in Perillis, San Demetrio ne' Vestini, San Pio delle Camere, San Vincenzo Valle Roveto, Sante Marie, Sant'Eusanio Forconese, Santo Stefano di Sessanio, Scontrone, Scoppito, Scurcola Marsicana, Secinaro, Tagliacozzo, Tione degli Abruzzi, Tornimparte, Trasacco, Villa Santa Lucia degli Abruzzi, Villa Sant'Angelo, Villavallelonga e Villetta Barrea.
Il collegio era quindi interamente compreso nella provincia dell'Aquila.
Il collegio era parte del collegio plurinominale Abruzzo - 02.

## Eletti
| Elezione | Elezione | Deputato        | Partito      |
| -------- | -------- | --------------- | ------------ |
|          | 2018     | Antonio Martino | Forza Italia |

## Dati elettorali

### XVIII legislatura
Come previsto dalla legge elettorale, 232 deputati erano eletti con sistema a maggioranza relativa in altrettanti collegi uninominali a turno unico.
| Candidati              | Candidati                 | Voti    | %     | Liste                    | Voti    | %     |
| ---------------------- | ------------------------- | ------- | ----- | ------------------------ | ------- | ----- |
|                        | Antonio Martino ✔️ Eletto | 60 650  | 42,46 | Lega                     | 25 269  | 17,69 |
| Forza Italia           | Antonio Martino ✔️ Eletto | 60 650  | 42,46 | 24 176                   | 16,93   |       |
| Fratelli d'Italia      | Antonio Martino ✔️ Eletto | 60 650  | 42,46 | 8 523                    | 5,97    |       |
| Noi con l'Italia - UDC | Antonio Martino ✔️ Eletto | 60 650  | 42,46 | 2 682                    | 1,88    |       |
|                        | Giorgio Fedele            | 47 118  | 32,99 | Movimento 5 Stelle       | 47 118  | 32,99 |
|                        | Lorenza Panei             | 25 420  | 17,80 | Partito Democratico      | 18 946  | 13,26 |
| +Europa                | Lorenza Panei             | 25 420  | 17,80 | 4 921                    | 3,45    |       |
| Italia Europa Insieme  | Lorenza Panei             | 25 420  | 17,80 | 886                      | 0,62    |       |
| Civica Popolare        | Lorenza Panei             | 25 420  | 17,80 | 667                      | 0,47    |       |
|                        | Luigi Fabiani             | 3 950   | 2,77  | Liberi e Uguali          | 3 950   | 2,77  |
|                        | Claudia Pagliariccio      | 1 835   | 1,28  | CasaPound                | 1 835   | 1,28  |
|                        | Alessandro Tettamanti     | 1 815   | 1,27  | Potere al Popolo!        | 1 815   | 1,27  |
|                        | Mariateresa Zenobi        | 700     | 0,49  | Partito Comunista        | 700     | 0,49  |
|                        | Pasquale Venditti         | 622     | 0,44  | Italia agli Italiani     | 622     | 0,44  |
|                        | Andrea Reginelli          | 326     | 0,23  | Il Popolo della Famiglia | 326     | 0,23  |
|                        | Alessandra Priante        | 275     | 0,19  | 10 Volte Meglio          | 275     | 0,19  |
|                        | Enea Giancaterino         | 122     | 0,09  | Partito Valore Umano     | 122     | 0,09  |
| Totale                 | Totale                    | 142 833 | 100   |                          | 142 833 | 100   |
|                        |                           |         |       |                          |         |       |
| Voti non validi        | Voti non validi           | 5 152   | 3,48  |                          |         |       |
| Votanti                | Votanti                   | 147 985 | 74,75 |                          |         |       |
| Elettori               | Elettori                  | 197 966 |       |                          |         |       |